# Kim Polling
Kim Polling (ur. 8 lutego 1991 w Zevenhuizen) – holenderska, a od 2024 roku włoska judoczka, brązowa medalistka mistrzostw świata, dwukrotna mistrzyni Europy.
Startuje w kategorii wagowej do 70 kg. Zdobywczyni brązowego medalu mistrzostw świata w Rio de Janeiro (2013). Złota medalistka mistrzostw Europy z 2013 i 2014 roku.